# The Birthday Present
The Birthday Present is een Britse dramafilm uit 1957, geregisseerd door Pat Jackson.

## Verhaal
Simon Scott is een verkoper van speelgoed. Hij keert terug van een zakenreis naar Duitsland met een horloge als verjaardagscadeau voor zijn vrouw. Hij verstopt het horloge in speelgoed om invoerrechten te ontwijken, maar hij wordt betrapt door de douane en de volgende dag veroordeeld tot drie maanden gevangenisstraf.
Omdat Simon schuldig pleit, is er geen recht op hoger beroep, behalve tegen de duur van de straf. Hij vertelt zijn vrouw als ze op bezoek komt dat een hoger beroep te duur is en te lang zal duren. Zijn vrouw informeert Simons baas, kolonel Wilson, dat hij tegenstelling tot eerdere berichten niet ziek is, maar een gevangenisstraf uitzit. Wilson probeert de informatie voor zichzelf te houden, maar collega's komen er toch achter.
Wanneer Simon na het uitzitten van zijn straf terugkomt op kantoor, vertelt Wilson hem spijtig dat de directie heeft besloten dat hij niet voor hen kan blijven werken. Simon gaat op zoek naar een nieuwe baan. Een arbeidsbemiddelaar waarschuwt hem dat veel professionele mensen met een strafblad terug in de criminaliteit worden gedwongen omdat ze geen werk kunnen vinden. Zijn vrouw neemt een baan als fotomodel om in hun onderhoud te kunnen voorzien. Simon krijgt uiteindelijk een aanbod voor een soortgelijke baan bij een ander bedrijf, maar nadat ze bellen met zijn oude werkgever voor een referentie en de reden van zijn ontslag te horen krijgen, besluiten ze het aanbod in te trekken.
Wilson blijft echter overtuigd dat Simon wel bij het bedrijf zou kunnen blijven werken en discussieert over de kwestie met de directeuren. Nij wijst erop dat als Simon een boete had gekregen in plaats van een gevangenisstraf, ze een andere beslissing zouden hebben genomen. Aan het einde van de film ontvangt Simon een brief van Wilson waarin staat dat hij toch kan terugkeren in zijn baan.

## Rolverdeling
| Acteur                 | Personage                   |
| ---------------------- | --------------------------- |
| Tony Britton           | Simon Scott                 |
| Sylvia Syms            | Jean Scott, Simons vrouw    |
| Jack Watling           | Bill Thompson               |
| Walter Fitzgerald      | Sir John Dell               |
| Geoffrey Keen          | kolonel Wilson, Scotts baas |
| Howard Marion-Crawford | George Bates                |
| John Welsh             | hoofd klantenservice        |
| Lockwood West          | Mr. Barraclough             |
| Harry Fowler           | Charlie                     |
| Frederick Piper        | arbeidsbemiddelaar          |
| Cyril Luckham          | magistraat                  |
| Thorley Walters        | fotograaf                   |
| Ernest Clark           | advocaat                    |